# Tim Bernoud
Tim Bernoud (ur. 2 lipca 1999) – francuski skoczek narciarski, uczestnik zimowego olimpijskiego festiwalu młodzieży Europy (2015). Srebrny medalista konkursu drużynowego w ramach mistrzostw Francji (2016).
W oficjalnych zawodach międzynarodowych rozgrywanych przez FIS zadebiutował w styczniu 2015 w zimowym olimpijskim festiwalu młodzieży Europy, gdzie uplasował się na 35. pozycji w konkursie indywidualnym i 9. w rywalizacji drużynowej.
W grudniu 2015 w Seefeld po raz pierwszy wziął udział w konkursach Alpen Cupu, a punkty tego cyklu po raz pierwszy zdobył w marcu 2016 w Baiersbronn (30. miejsce, jakie zajął 20 marca 2016 jest jednocześnie jego najlepszym w zawodach tej rangi). We wrześniu 2016 w Einsiedeln zadebiutował w FIS Cupie (najwyżej, 53., był 4 września 2016 w Einsiedeln).
W 2016 (w barwach pierwszego zespołu Sabaudii, w którym, oprócz niego, startowali jeszcze Jonathan Learoyd, Arthur Royer i Mathis Contamine) zdobył srebrny medal konkursu drużynowego mistrzostw Francji.

## Zimowy olimpijski festiwal młodzieży Europy

### Indywidualnie
| 2015 Tschagguns | – | 35. miejsce |

### Drużynowo
| 2015 Tschagguns | – | 9. miejsce |